# Gastão Salsinha
Le Lieutenant Gastão Salsinha   est un ancien militaire des forces armées du Timor oriental. Officier rebelle lors de la crise timoraise de 2006, il devient de facto chef de la rébellion lors du décès du major Alfredo Reinado lors de la tentative d'assassinat des chefs de l'exécutif timorais en février 2008.

## Biographie
Salsinha est un membre de la force de résistance timoraise, la FALINTIL, pendant la période d'occupation indonésienne. L'Indonésie se retirant en octobre 1999 à la suite du référendum sur l'indépendance et les massacres qui suivent, il devient lieutenant dans les F-FDTL lors de l'accession à l'indépendance du pays en 2002.

## Activités et soutien des factions
Le 4 mai 2006, il déserte le F-FDTL avec le chef rebelle et major Alfredo Reinado à la suite d'une série de réclamations et d'accusations de discrimination faites aux gouvernement entre autres par rapport au faveur divergentes obtenues entre les factions Lorosae et Loromonu,. Initialement à la tête du mouvement rebelle, il finit par servir sous les ordres de Reinado et les deux s'opposent alors au gouvernement qu'ils accusent de ne pas être à la hauteurs de idéaux du mouvement indépendantiste et que la lutte devrait se poursuivre.
Salsinha est une figure centrale de Colimau 2000 qui est l'une des organisations quasi politique et religieuse du Timor et basée autour des vétérans du FALINTIL. En 2000, Colimau 2000 s'associe avec la CPD-RDTL et la Sagrada Família (de) se réunissent en 1999 pour former une milice, mais le membres de Colimau 2000 sont aux prises d'allégations d'avoir attiser la violence et la destruction à Dili lors de la crise timoraise de 2006,.
Malgré ces allégations lors de la crise, Salsinha semble bénéficier un soutien populaire dans certains régions du pays, en particulier dans l'Ouest. L'ancien parlementaire Leandro Isa'ac, qui passe plusieurs mois avec les rebelles en 2007, qualifie Salsinha d'évêque de l'église païenne Colimau 2000.

## Évènement de 2008 et conséquences
Impliqué lors des tentatives d'assassinat du président José Ramos-Horta et du premier ministre Xanana Gusmão le 11 février 2008, Salsinha dénie toute action de sa part. Le major Reinado qui dirigeait l'attaque contre Ramos-Horta est tué par l'un des gardes du corps de ce dernier. Le lieutenant Salsinha mène l'assaut contre Gusmão, mais après son échec, s'échappe vers Ermera où il bénéficie d'un large support populaire.
Suivant l'attaque, Salsinha s'est caché et évite ainsi un mandat d'arrêt à la suite de l'échec de la tentative d'assassinat contre le premier ministre Gusmão. Après la mort de Reinado, il se déclare nouveau chef des rebelles. Le relief occidental du Timor oriental étant composé de montagnes, le manque de routes efficaces et de communications, rendent difficile sa capture. Après de longs pourparlers difficiles à Ermera entre Salsinha et le procureur général Longuinhos Monteiro visant une reddition pacifique du chef et de onze autres rebelles. Le groupe se rend ensuite au bureau du premier ministre, le Palacio do Governo à Dili le 29 avril 2008.
Suivant un procès de sept mois présidé par trois juges, le lieutenant Salsinha est reconnu coupable de conspiration et de tentative de meurtre sur la personnes du président et du premier ministre. Il est alors condamné à dix and et huit mois de prison. Vingt-quatre autres rebelles, principalement d'anciens soldats ou policiers qui étaient devenus rebelles et fugitifs suivant les rivalités entre gangs suivant les violences de 2006, reçoivent des peines de seize ans de prison.
Le 12 avril 2010, le président José Ramos-Horta annonce publiquement son intention de pardonner Salsinha et ses hommes durant l'année en arguant qu'ils sont désormais éligibles à être pardonné et qu'ils étaient également des victimes de la crise chez les militaires en 2006.